# 門脇和男
門脇 和男（かどわき かずお、1952年 - ）は、日本の物理学者、筑波大学大学院教授。特に超伝導の研究で知られている。

## 経歴
- 1952年 岩手県胆沢郡胆沢町（現・奥州市）に生まれる。
- 1971年 岩手県立水沢高等学校卒業。
- 1975年 東京理科大学理工学部物理学科卒
- 1980年 大阪大学大学院理学研究科物理学専攻博士課程退学。理学博士。「Magnetic studies by using a combined 3He and magnetic cooling system below 1K（3He-磁気冷却法による1K以下の磁性体の研究）」。
- 1980年 日本学術振興会特別研究員。
- 1981年 湯川奨学生
- 1982年 アルバータ大学物理学科博士研究員およびリサーチアソーシエイト
- 1986年 アムステルダム大学研究員、その後ライデン大学と兼務
- 1990年 アムステルダム大学上級研究員、金属材料技術研究所グループリーダー
- 1995年 筑波大学数理物質科学研究科助教授
- 1995年 大阪大学極限科学研究センター客員助教授
- 1997年 筑波大学数理物質科学研究科教授

## 専門分野
低温物理学、特に超伝導研究（実験）、超伝導ナノテクノロジー、新超伝導物質の開拓、高品質単結晶の育成など

## 出版物
- 論文 394編（Nature: 5編、Science 2編、Physical Review Letters 31編）
- 全サイテーション数: 7400件以上
- 国際会議招待講演、36件（2000年〜2006年）
- ティンカム 「超伝導入門」 青木亮三共訳 吉岡書店
- その他、講演、学会発表、雑誌記事等多数

## 研究・学会活動
- 日本物理学会、アメリカ物理学会会員
- 科学技術庁省際基礎研究（平成5年度〜平成7年度）

「強い電子相関を持つ電子磁性材料の基礎研究」研究リーダー
- 科学技術振興機構(JST) 戦略的基礎研究(CREST)

（平成8年度〜12年度）「極限環境状態に於ける現象」研究リーダー
- 日本学術振興会先端研究拠点事業（平成16年度〜平成19年度）

「超伝導ナノサイエンスと応用」拠点リーダー
- 文部科学省21世紀COEプログラム「未来型機能を創出する学際物質科学の推進」

（平成14年度〜平成18年度）研究拠点リーダー
- 文部科学省科学研究費補助金基盤研究(A)(平成18年度〜20年度)

「超伝導固有ジョセフソン接合によるテラヘルツ波の発振と応用」
- 科学技術振興機構(JST) 戦略的創造研究推進事業（CREST）（平成19年度〜 ）

「超伝導による連続THz波の発振と応用」研究リーダー
- 文部科学省世界トップレベル研究拠点(WPI)プログラム（平成19年度〜 ）

「国際ナノアーキテクトニクス研究拠点(MANA)」（物質・材料研究機構）主任研究者(PI)